# Schrein der Fatima Masuma

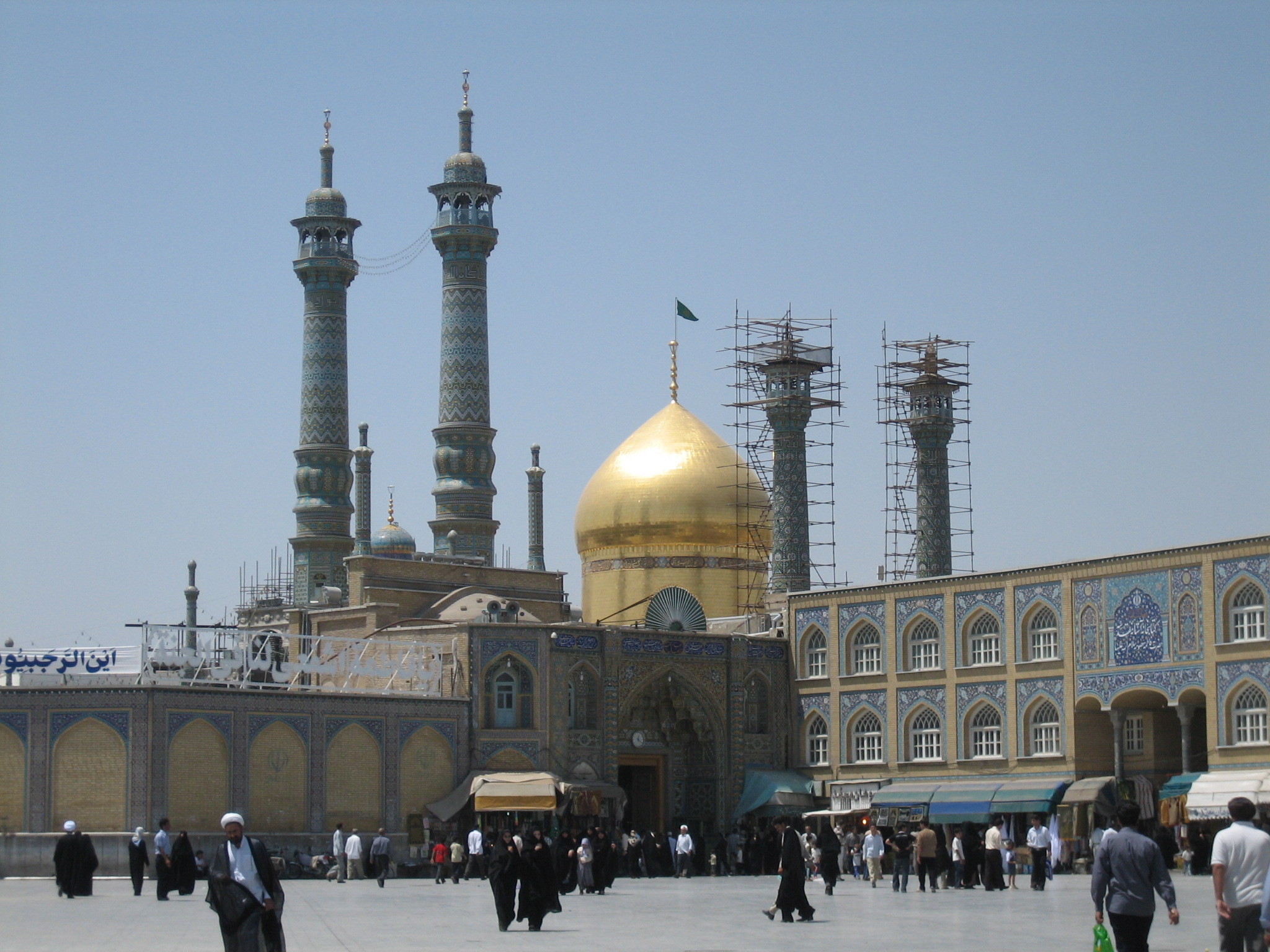
Goldene Kuppel des Heiligtums

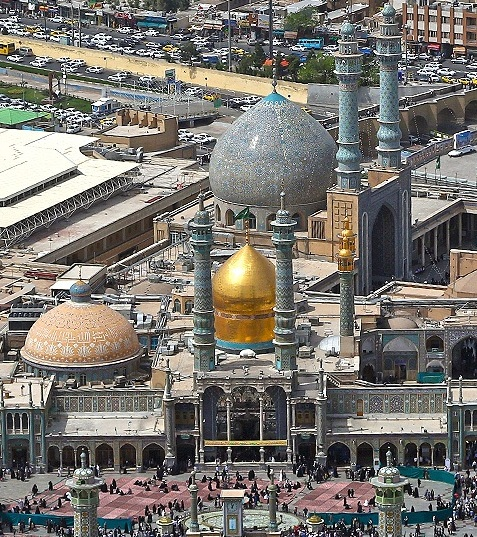
Luftaufnahme

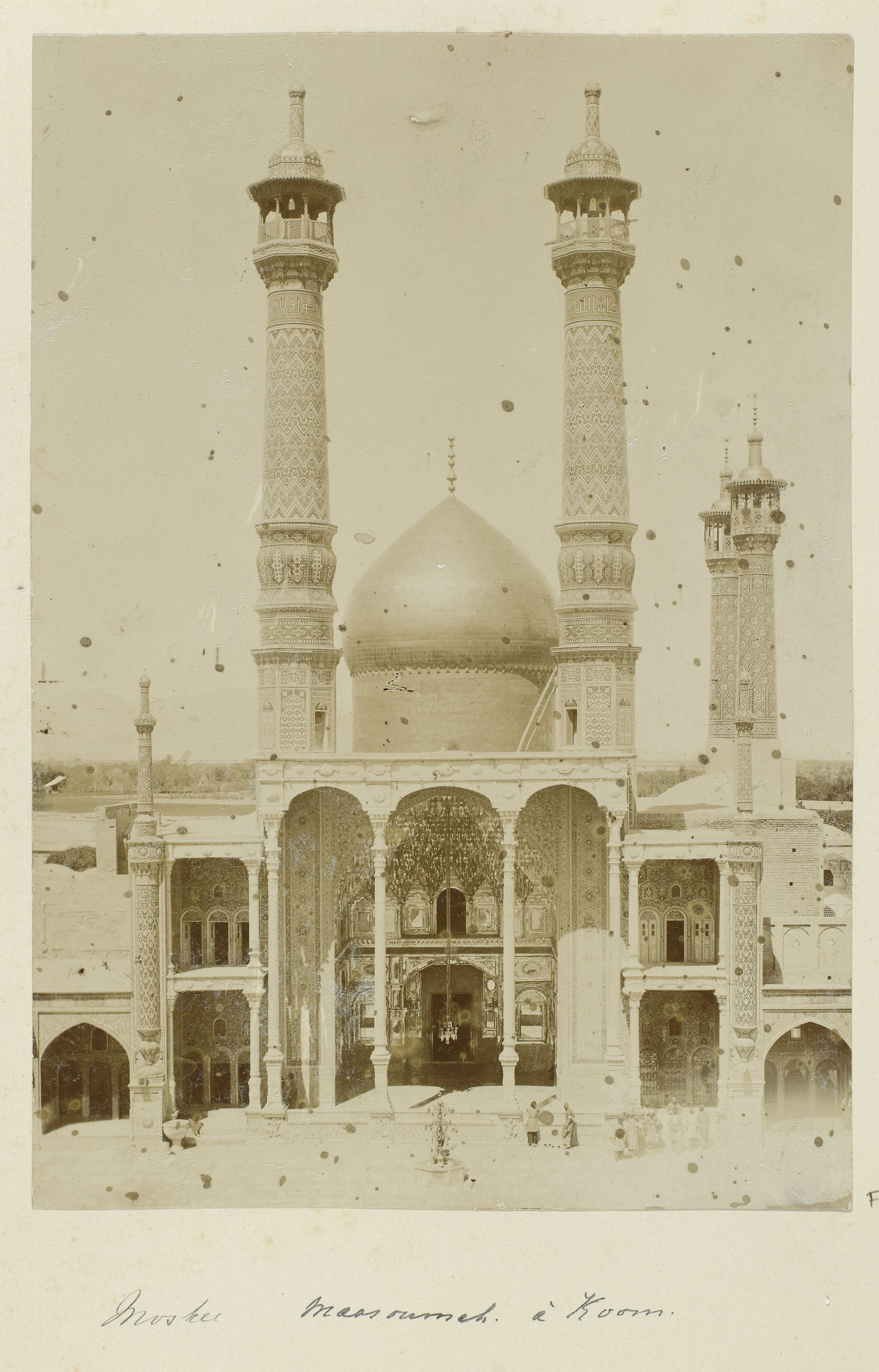
Historische Fotografie von Antoin Sevruguin, Ende 19. Jh.

Der Schrein der Fatima Masuma (persisch حرم فاطمهٔ معصومه, DMG ḥaram-e Fāṭeme-ye Maʿṣūme), der 817 verstorbenen Tochter des siebten und Schwester des achten Imams der Zwölferschiiten, Reza, befindet sich in der iranischen Stadt Ghom (Qom). Es handelt sich dabei um einen mehr als 25000 Quadratmeter umfassenden Gebäudekomplex mit einer großen Moschee. Nach dem Imam-Reza-Schrein in Maschhad ist er der zweitwichtigste schiitische Wallfahrtsort im Iran; seine goldene Kuppel gilt als Wahrzeichen der Stadt.
Fatima al-Masuma (arabisch; DMG Fāṭima al-Maʿṣūma, „die Sündlose“) hatte sich in das schiitische Zentrum Ghom bringen lassen, um zu sterben, nachdem sie auf der Reise zu ihrem Bruder Ali ar-Rida in Saveh erkrankt war.
Die Moschee hat insgesamt drei Kuppeln und sechs Minarette. Auf dem Gelände des Schrein-Komplexes entstand eine der größten schiitischen Ausbildungsstätten für Geistliche, die islamisch-theologische Hochschule (Hauwza) von Ghom, die in Europa vor allem durch Ajatollah Ruhollah Chomeini bekannt wurde. Viele Gebäude – so auch der Schrein der Fatima Masuma – wurden unter Schah Abbas I. im frühen 17. Jahrhundert errichtet, im 19. Jahrhundert ergänzt von Fath Ali Schah. Innerhalb des Schreins sind auch drei Töchter des neunten Zwölferschiiten-Imams Muhammad at-Taqi begraben.